# Газотрубный котёл
Котёл газотрубный — паровой или водогрейный котёл, у которого поверхность нагрева состоит из трубок небольшого диаметра, внутри которых движутся горячие продукты сгорания топлива.Теплообмен происходит посредством нагрева теплоносителя (как правило, это вода или масло), который находится снаружи трубок.

## Конструкция
По конструкции является противоположностью водотрубному котлу.

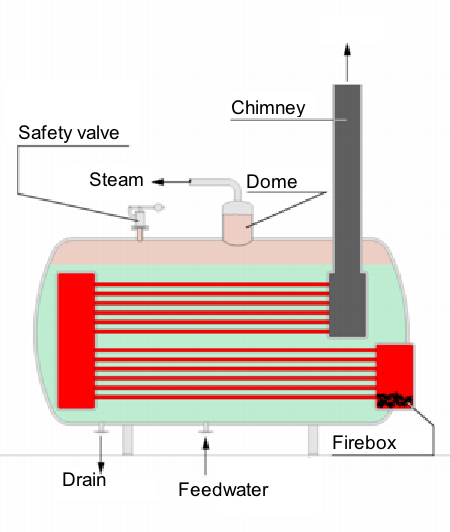
Дымогарный паровой котёл

Согласно ГОСТ 23172-78, различают жаротрубные, дымогарные и жаротрубно-дымогарные котлы: в жаровых трубах происходит горение, в дымогарных только движутся продукты сгорания. Обычно жаровые трубы толще и их количество меньше.

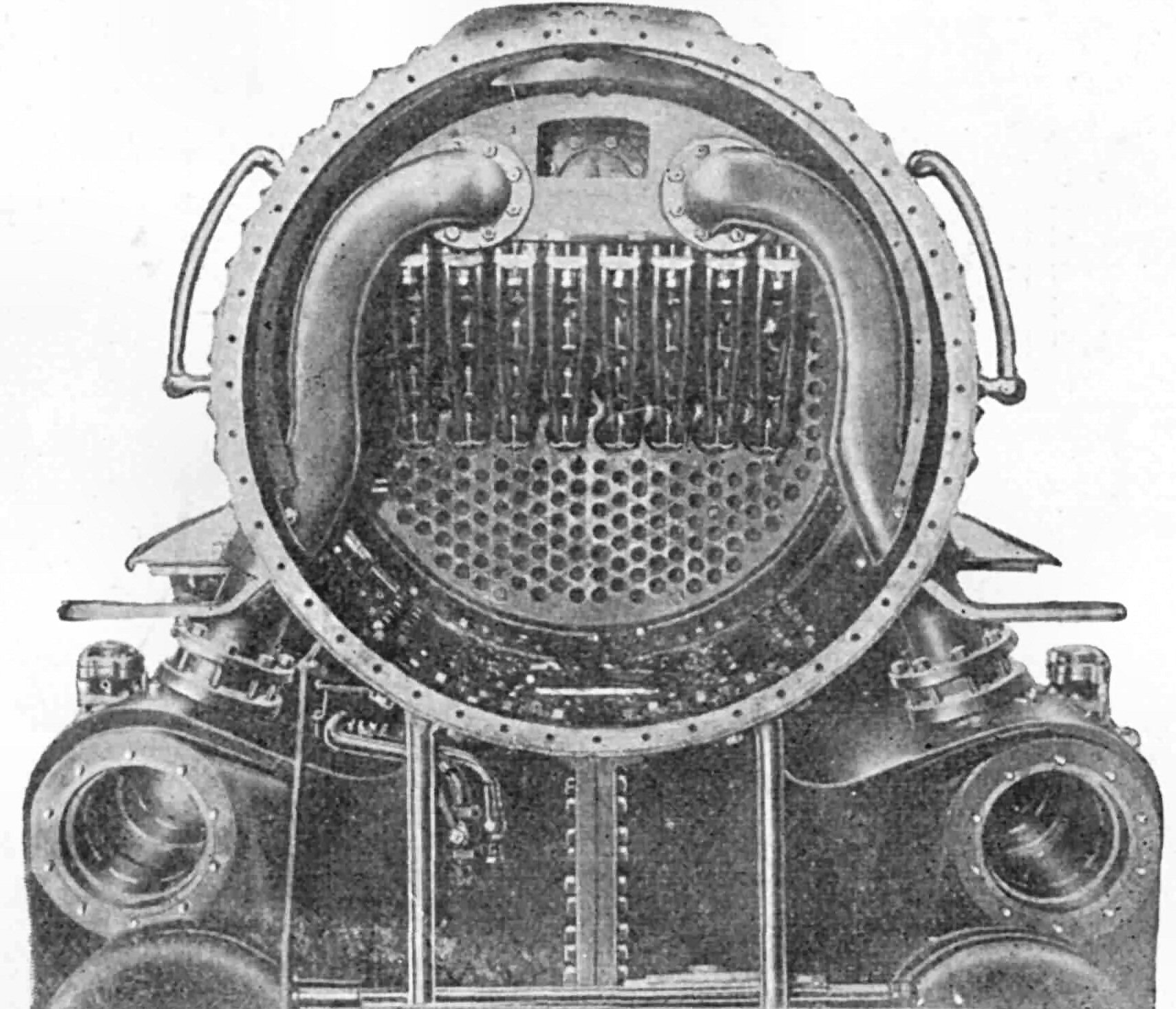
Вид на трубчатую решётку. Расположенные в верхней части жаровые трубы заметно больше в диаметре, чем расположенные под ними дымогарные

Жаротрубные котлы очень часто использовались на паровом транспорте, на паровозах и на пароходах с машинами малой мощности. По направлению движения дымовых газов жаротрубные котлы можно разделить на пролётные, где проходящие огневую камеру и жаровые трубы горячие газы не меняют своего направления, и на оборотные, где газы совершают поворот в огневой камере. Наиболее распространенная конструкция жаротрубных котлов — цилиндрический корпус, расположенный горизонтально. Внутри корпуса у водогрейных котлов находится горячая вода, у паровых водяной и паровые объёмы.
В переднем торце каждой жаровой трубы устанавливается надувная горелка, рассчитанная на сжигании газообразного или жидкого топлива. Таким образом, жаровая труба является топочной камерой, в которой сгорает почти все топливо.
Широкое применение таких котлов в XX—XXI столетиях объясняется простотой обслуживания, ремонтопригодностью, а также способностью работать при давлении в газовом тракте выше атмосферного (под наддувом).
Самый известный в быту газотрубный котёл — самовар, а также дровяной водонагреватель (титан или водогрейная колонка).
Газотрубные (жаротрубные) котлы применялись на паровозах вплоть до окончания их производства.

### Исторические типы газотрубных котлов
- Корноваллийский — с одной жаровой трубой, внедрён в 1815 году английским инженером Ричардом Тревитиком на корнуолльских рудниках[2].
- Ланкаширский — с двумя или тремя жаровыми трубами, разработан в 1845 году шотландским инженером Уильямом Фейрберном[2].